# Jean-Luc Chaignaud
Pour les articles homonymes, voir Chaignaud.
Jean-Luc Chaignaud, né le 3 août 1959 à Pantin, est un baryton soliste français, chanteur d'opéras, de lieders et d'oratorios.

## Biographie
Jean-Luc Chaignaud étudie le chant avec Régine Crespin et Gabriel Bacquier au Conservatoire de Paris, puis entre à l’École d’Art Lyrique de l’Opéra de Paris où il participe aux master class de Christa Ludwig et Hans Hotter. Après avoir fait ses débuts en 1988 au mai musical de Bordeaux et au Festival Ossiachersee en Autriche, il est engagé par Herbert von Karajan pour le rôle de Silvano dans Un ballo in maschera de Verdi, aux côtés de Plácido Domingo, Josephine Barstow et Sumi Jo, enregistré pour la Deutsche Grammophon (1989). Une mise en scène par John Schlesinger de cette production, cette fois-ci sous la baguette de Sir Georg Solti, est réalisée pour le Festival de Salzbourg en 1989 et 1990 et également filmée (Arthaus/TDK, 1990).
Sa formation avec la mezzo-soprano allemande Christa Ludwig est déterminante pour sa carrière, comme elle le relate dans ses mémoires Ma voix et moi au cours d’un passage dithyrambique sur le talent de ce baryton d’une « très belle voix » et qui « chante bien avec musicalité ». Au cours d’une première et seule audition pour le rôle de Figaro à l'Opéra de Vienne, le directeur Eberhard Wächter donne immédiatement à Jean-Luc Chaignaud un contrat de plusieurs années, le propulsant ainsi dans une carrière sur les grandes scènes intérnationales.
Durant la saison 1991-1992 à l'Opéra de Vienne, il incarne le personnage de Belcore dans L'elisir d'amore de Donizetti aux côtés du  ténor italien Luciano Pavarotti et de Marcello dans La Bohème de Puccini avec la soprano italienne Mirella Freni. Son travail avec ces deux grands interprètes, « couple mythique de l’opéra », avec lesquels il partagera la scène plusieurs fois à Vienne et à Paris, a une grande influence sur son approche du chant ainsi que sur l’évolution de sa carrière. En 1993, la critique française chante ses louanges. Le premier quotidien national français Le Figaro qualifie Jean-Luc Chaignaud de « prodige de scène » « éblouissant d’humanité et de tendresse » et fait l’éloge de sa voix « admirablement conduite, irisée de très belles couleurs. ».
Les grandes qualités d’interprétation et de musicalité de Jean-Luc Chaignaud vont de pair avec sa voix puissante et « son solide métier ». Connu principalement pour les rôles de Lescaut dans l’opéra Manon de Massenet aux côtés de Renée Fleming, de Marcello dans l’opéra La Bohème de Puccini aux côtés de Roberto Alagna, et d’Escamillo dans l’opéra Carmen de Bizet mis en scène par Franco Zeffirelli, il chante dans un répertoire qui comprend notamment des opéras de Mozart, Verdi, Donizetti, Puccini et Bizet, dans des grandes salles comme le Metropolitan Opera de New York, l'Opéra de Paris, l'Opéra de Vienne, La Scala de Milan, le Grand théâtre du Liceu de Barcelone, Carnegie Hall de New York, Royal Albert Hall London, l’Opéra de Munich ou l’Opéra de Pékin.
Au cours de plus de trente années de carrière internationale, Jean-Luc Chaignaud interprète à travers le monde entier un grand nombre de répertoires et styles variés : le répertoire italien du Bel canto mais aussi le Baroque, les lieder, les oratorios et les musiques contemporaines comme Ça Ira de Roger Waters. Parmi ses enregistrements figurent un récital exceptionnel au Musée du Louvre des Lieder eines fahrenden Gesellen de Mahler avec le Quatuor Arditti sous la direction de Michel Béroff à l’occasion de la réouverture du musée en 1989, l’opéra Adriana Lecouvreur de Cilea avec Mirella Freni (La sept Arte/Opéra national de Paris, France musique, 1994), Manon de Massenet avec Renée Fleming (Arthaus, 2009), L'elisir d'amore de Donizetti avec Rolando Villazón (Virgin Classics, 2010) et un hommage au poète-compositeur-interprète franco-monégasque Léo Ferré à l'Opéra de Monte-Carlo (OPMC Classics, 2014).
Il a collaboré avec des chefs d’orchestre comme Herbert von Karajan, Sir Georg Solti, Riccardo Muti, Giuseppe Sinopoli, Richard Bonynge, Seiji Osawa, Pierre Boulez, Valeri Guerguiev, Jeffrey Tate, Christian Thielemann, Daniel Oren, Charles Dutoit ou Christoph Eschenbach.

## Rôles (sélection)
- Marcello / La Bohème (Puccini)
- Sharpless / Madame Butterfly (Puccini)
- Belcore / L'elisir d'amore  (Donizetti)
- Riccardo Forth / Lucia di Lamermoor (Donizetti)
- Comte Almaviva / Le nozze di Figaro (Mozart)
- Guglielmo / Cosi fan Tutte (Mozart)
- Rôle Titre / Don Giovanni (Mozart)
- Pasquariello / Don Giovanni (Gazzaniga)
- Escamillo / Carmen (Bizet)
- Zurga / Les pecheurs de perles (Bizet)
- De Siriex / Fedora (Giordano)
- Lescaut / Manon (Massenet)
- Albert / Werther (Massenet)
- Lescaut / Manon Lescaut (Puccini)
- Figaro / Il Barbieri di Siviglia (Rossini)
- Bartholo / Il Barbieri di Siviglia (Rossini)
- Raimbault / Le Comte Ory (Rossini)
- Silvano / Un ballo in maschera de (Verdi)
- Ford / Falstaff (Verdi)
- Germont / La traviata (Verdi)
- Marquis de Posa / Don Carlos (Verdi)
- Michonnet / Adrienne Lecouvreur (Francesco Cilea)
- Schlemil / Les Contes d’Hoffman (Offenbach)
- Riccardo / i Puritani (Bellini)
- Rôle Titre / Eugène Onéguine (Tchaikovsky)
- Jeletsky / Dame de pique (Tchaikovsky)
- L'Empereur / Le rossignol (Tchaikovsky)
- Arlequin / Ariane à Naxos (R. Strauss)
- Mandryka / Arabella (Strauss)
- Silvio / i Pagliacci (Ruggero Leoncavallo)
- Golaud / Pelléas et Melisande (Debussy)
- Nevers / les Huguenots (Meyerbeer)
- Karnac / Le roi d’Ys (Lalo)
- Usher / La chute de la maison Usher (Debussy)
- Les Chorèbe / Les Troyens (Berlioz)
- Mephistophélès / La damnation de Faust (Berlioz)
- Valentin / Faust (Gounod)
- Rôle-titre / Garibaldi en Sicile (Panni)
- Rôle-titre / Elias (Mendelssohn)
- Rôle-Titre / Hamlet (Ambroise Thomas)

## Discographie (sélection)
- Un Ballo in maschera (Verdi), Wiener Philharmoniker / Dir. Herbert Von Karajan avec Plácido Domingo, Josephine Barstow, Sumi Jo (CD et DVD)
- Le Tombeau de Van Gogh (Damase, Duhamel), les Philharmonistes de Chateauroux / Dir. Janos Komives
- Les Contes d’Hoffmann (Offenbach), Sächsische Staatskapelle Dresde / Dir. Jeffrey Tate
- Le Comte Ory (Rossini), Orchestre Européen du Festival d'Aix-en-Provence / Dir. Evelino Pidò avec Sumi Jo, diff. France 2
- Le Chant du Compagnon Errant (Mahler), Quatuor Arditti / Dir. Michel Béroff, récital exceptionnel au Musée du Louvre
- Don Giovanni (Gazzaniga), Orchestre de Radio France / Dir. Philippe Herreweghe
- Don Giovanni (Gazzaniga), Orchestre Münchner Rundfunkorchester / Dir. Stefan Soltesz
- Carmen (Bizet), Bayerisches Staatorchester / Dir. Giuseppe Sinopoli avec Jennifer Larmore
- La Bohème (Puccini), Orchestre de l'Opéra de Paris / Dir. James Conlon avec Roberto Alagna, diff. France 2
- Mélodies de Poulenc (Poulenc), Orchestre Suisse Romande / Dir. Fabio Luisi
- Manon (Massenet), L’Opéra National de Paris / Dir. Jésus Lopes-Cobos (CD et DVD)
- Ça Ira (Roger Waters), Opéra en trois actes
- Salomé (Mariotte), l’Orchestre de Montpellier / Dir. Friedemann Layer
- Adriana Lecouvreur (Cilea), La sept Arte/Opéra national de Paris, France musique / Dir. Maurizio Benini avec Mirella Freni, film projeté au Musée du Louvre
- L'elisir d'amore (Donizetti), l’Orchestre symphonique du Grand théâtre du Liceu / Dir. Daniele Callegari avec Rolando Villazón (CD et DVD)
- La Chanson du mal-aimé (Léo Ferré), Orchestre philharmonique de Monte-Carlo / Dir. Gianluigi Gelmetti